# Spermacoce scortechinii
Spermacoce scortechinii är en måreväxtart som beskrevs av Michel Gandoger. Spermacoce scortechinii ingår i släktet Spermacoce och familjen måreväxter. Inga underarter finns listade i Catalogue of Life.